# Liste der Bodendenkmale in Harmsdorf (Ostholstein)
In der Liste der Bodendenkmale in Harmsdorf sind die Bodendenkmale der Gemeinde Harmsdorf nach dem Stand der Bodendenkmalliste des Archäologischen Landesamts Schleswig-Holstein von 2016 aufgelistet. Die Baudenkmale sind in der Liste der Kulturdenkmale in Harmsdorf (Ostholstein) aufgeführt.
| Denkmal-ID           | Befundart           | Bezeichnung           | Zeitstellung                 | Lage | Bemerkungen | Bild |
| -------------------- | ------------------- | --------------------- | ---------------------------- | ---- | ----------- | ---- |
| aKD-ALSH-Nr. 002 060 | Grabmal > Grabhügel | Grabhügel „Nötbarg“   | Vor- und/oder Frühgeschichte |      |             |      |
| aKD-ALSH-Nr. 002 061 | Grabmal > Grabhügel | Grabhügel             | Vor- und/oder Frühgeschichte |      |             |      |
| aKD-ALSH-Nr. 002 062 | Grabmal > Grabhügel | Grabhügel             | Vor- und/oder Frühgeschichte |      |             |      |
| aKD-ALSH-Nr. 002 063 | Grabmal > Grabhügel | Grabhügel             | Vor- und/oder Frühgeschichte |      |             |      |
| aKD-ALSH-Nr. 002 064 | Grabmal > Grabhügel | Grabhügel             | Vor- und/oder Frühgeschichte |      |             |      |
| aKD-ALSH-Nr. 002 065 | Grabmal > Grabhügel | Grabhügel             | Vor- und/oder Frühgeschichte |      |             |      |
| aKD-ALSH-Nr. 002 066 | Grabmal > Grabhügel | Grabhügel             | Vor- und/oder Frühgeschichte |      |             |      |
| aKD-ALSH-Nr. 002 067 | Grabmal > Grabhügel | Grabhügel             | Vor- und/oder Frühgeschichte |      |             |      |
| aKD-ALSH-Nr. 002 068 | Grabmal > Grabhügel | Grabhügel             | Vor- und/oder Frühgeschichte |      |             |      |
| aKD-ALSH-Nr. 002 069 | Grabmal > Grabhügel | Grabhügel             | Vor- und/oder Frühgeschichte |      |             |      |
| aKD-ALSH-Nr. 002 070 | Grabmal > Grabhügel | Grabhügel             | Vor- und/oder Frühgeschichte |      |             |      |
| aKD-ALSH-Nr. 002 071 | Grabmal > Grabhügel | Grabhügel             | Vor- und/oder Frühgeschichte |      |             |      |
| aKD-ALSH-Nr. 002 072 | Grabmal > Grabhügel | Grabhügel             | Vor- und/oder Frühgeschichte |      |             |      |
| aKD-ALSH-Nr. 002 073 | Grabmal > Grabhügel | Grabhügel             | Vor- und/oder Frühgeschichte |      |             |      |
| aKD-ALSH-Nr. 002 074 | Grabmal > Grabhügel | Grabhügel             | Vor- und/oder Frühgeschichte |      |             |      |
| aKD-ALSH-Nr. 002 075 | Grabmal > Grabhügel | Grabhügel             | Vor- und/oder Frühgeschichte |      |             |      |
| aKD-ALSH-Nr. 002 076 | Grabmal > Grabhügel | Grabhügel             | Vor- und/oder Frühgeschichte |      |             |      |
| aKD-ALSH-Nr. 002 077 | Grabmal > Grabhügel | Grabhügel             | Vor- und/oder Frühgeschichte |      |             |      |
| aKD-ALSH-Nr. 002 078 | Grabmal > Grabhügel | Grabhügel             | Vor- und/oder Frühgeschichte |      |             |      |
| aKD-ALSH-Nr. 002 079 | Grabmal > Grabhügel | Grabhügel             | Vor- und/oder Frühgeschichte |      |             |      |
| aKD-ALSH-Nr. 002 080 | Grabmal > Grabhügel | Grabhügel „Wonneberg“ | Vor- und/oder Frühgeschichte |      |             |      |